# Georg Ossian Sars
Georg Ossian Sars (20. dubna 1837 Kinn – 9. dubna 1927 Oslo) byl norský mořský biolog.

## Život
Georg Ossian Sars se narodil 20. dubna 1837 v Kinn (nyní část Flory), jako syn Michaela Sarse a Maren Sarsové; historik Ernst Sars byl jeho starší bratr a zpěvačka Eva Nansenová byla jeho mladší sestra. Vyrůstal v Mangeru v Hordalandu, kde jeho otec působil jako místní kněz. Od roku 1852 do roku 1854 studoval na bergenské katedrální škole, od roku 1854 studoval na kristiánské katedrální škole, a v roce 1857 se dostal na univerzitu v Kristiánii. Zatímco studoval medicínu, věnoval se přírodopisu; s Lilljeborgovými pracemi sbíral „vodní blechy“ z místních jezer, objevil nové druhy, to vyústilo v jeho první vědeckou publikaci. Georg Ossian Sars měl dobrou paměť a vynikající kreslířské schopnosti, ilustroval i některé otcovy zoologické práce.
Georg Ossian Sars byl prvním výzkumníkem ichthyoplanktonu. V roce 1864 byl pověřen norskou vládou výzkumem rybářských oblastí kolem norského pobřeží. K prvním objevům patřilo zjištění, že jikry tresky obecné jsou pelagické, to znamená, že se volně vznášejí ve vodním sloupci. Dále pokračovala jeho kariéra pod záštitou vlády. Sarsův hlavní výzkumný zájem představovali korýši a jejich systematika. Sars popsal mnoho nových druhů, jeho magnum opus je An Account of the Crustacea of Norway. V roce 1910 byl oceněn Zlatou medailí Linného společnosti.
Georg Ossian Sars se nikdy neoženil, zemřel 9. dubna 1927 v Oslo. Je připomínán v odborných názvech několika mořských bezobratlých, jakož i v názvu časopisu Sarsia, ale i v názvu vlajkové lodi norských výzkumných plavidel RV G.O.Sars.

## Dílo
- An Account of the Crustacea of Norway

## Galerie

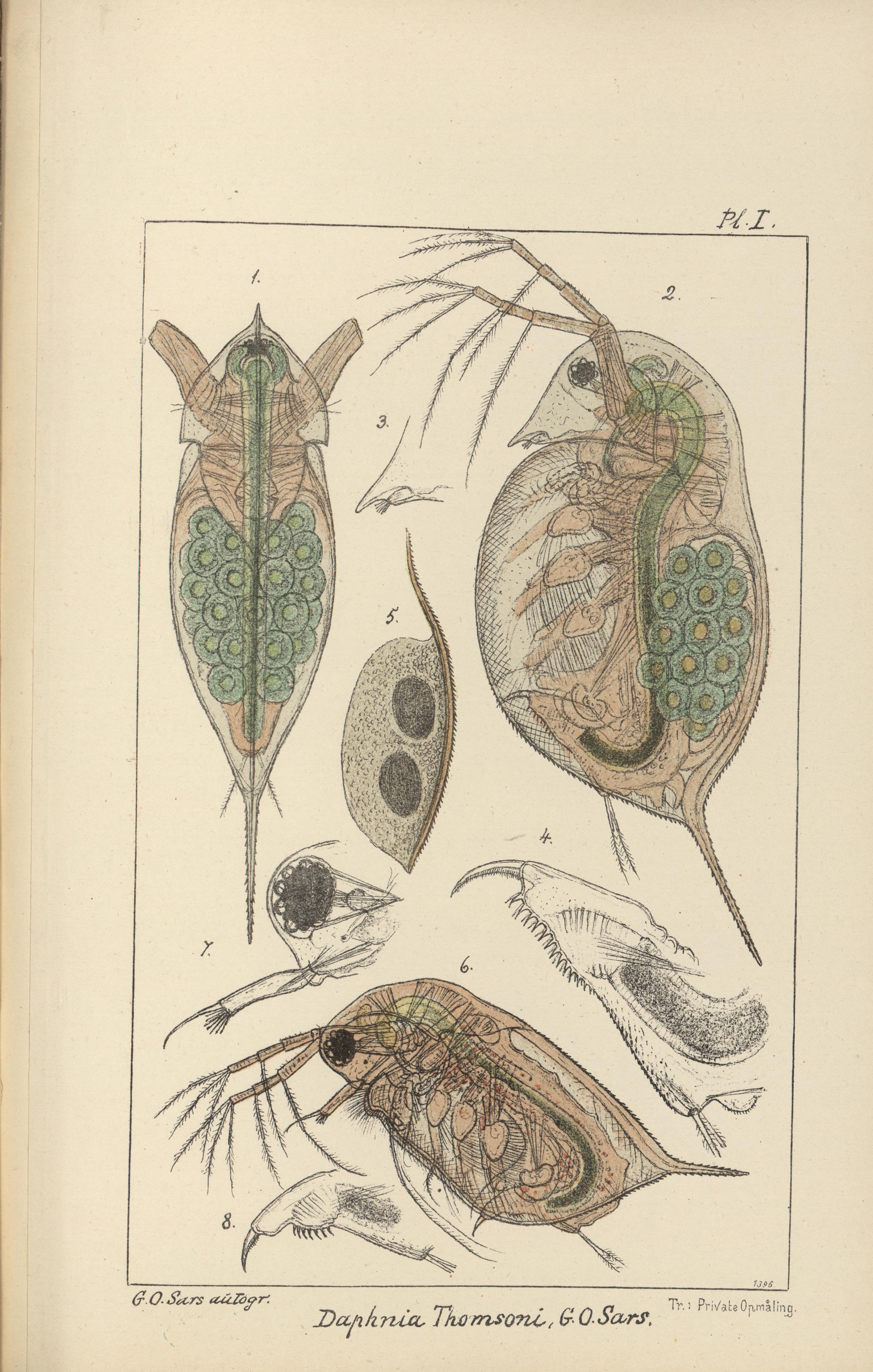
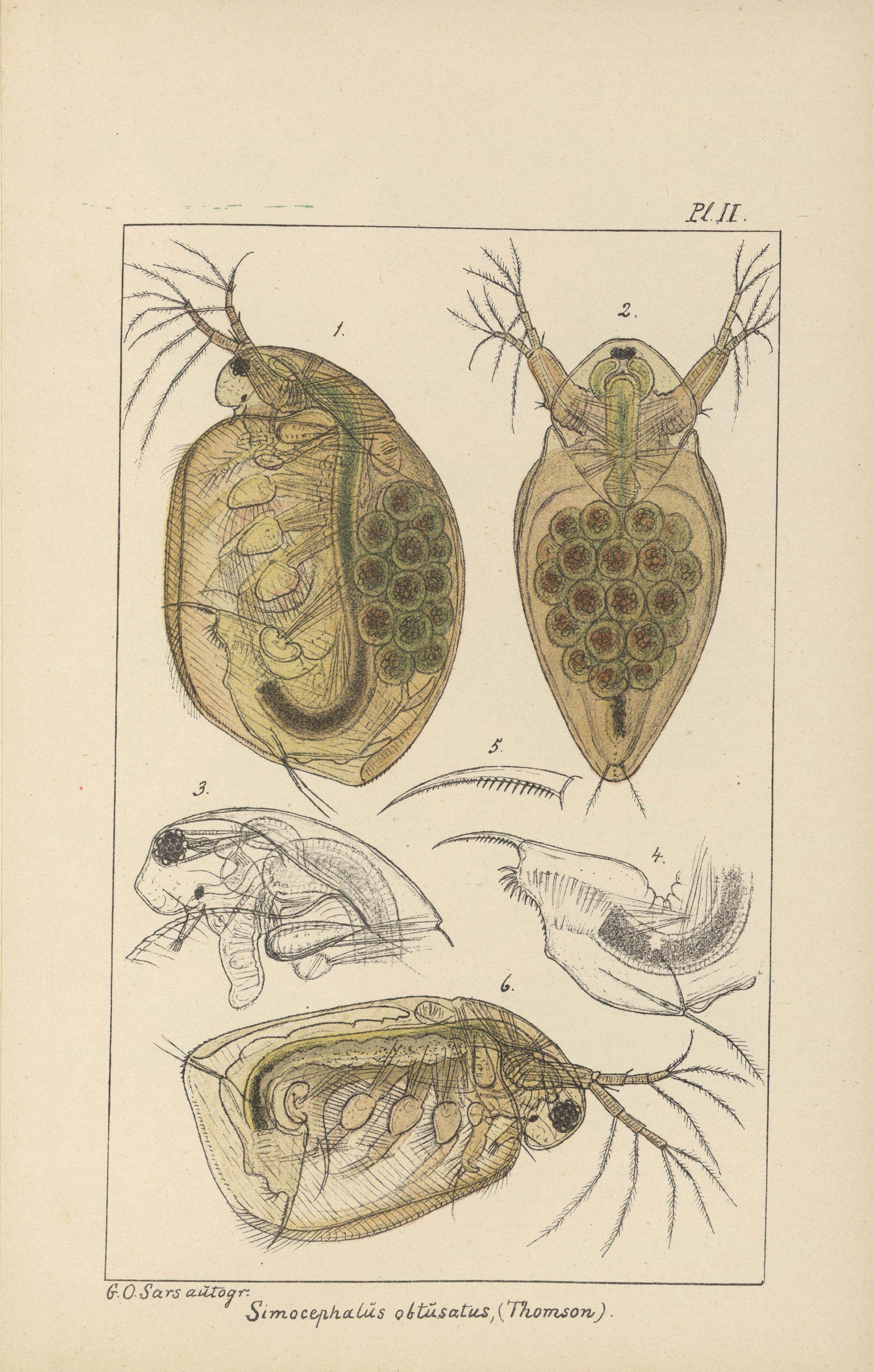
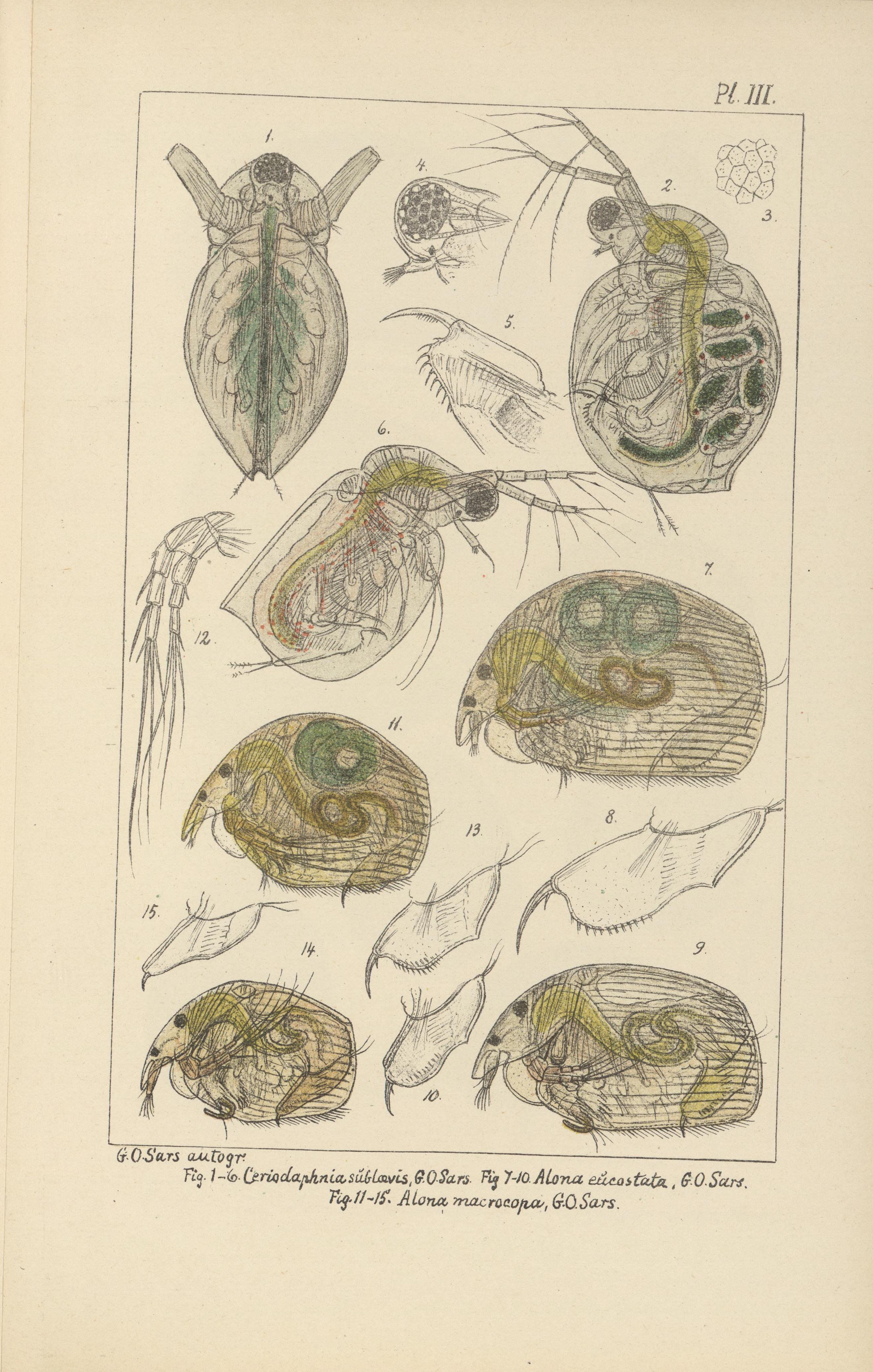
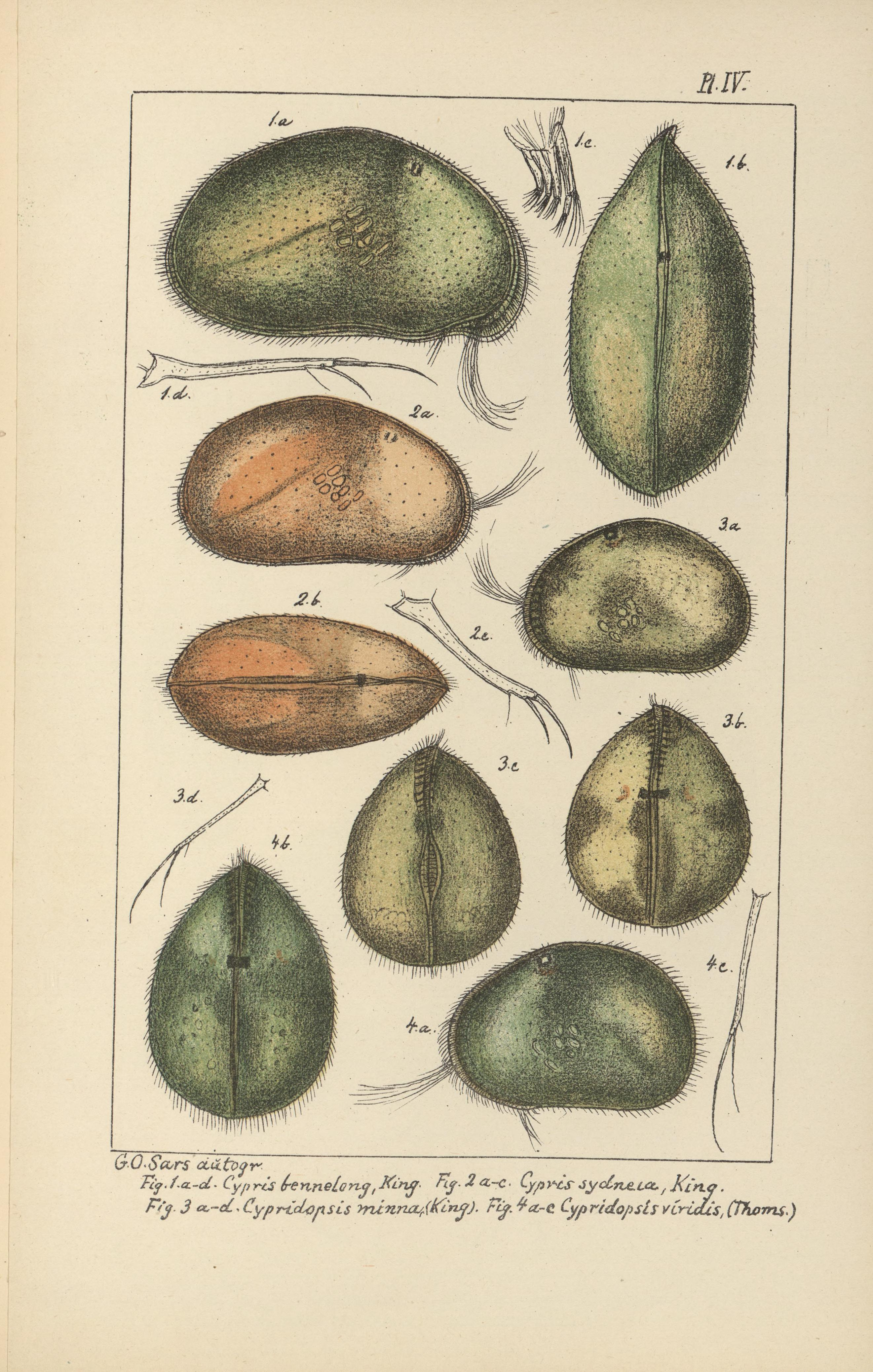
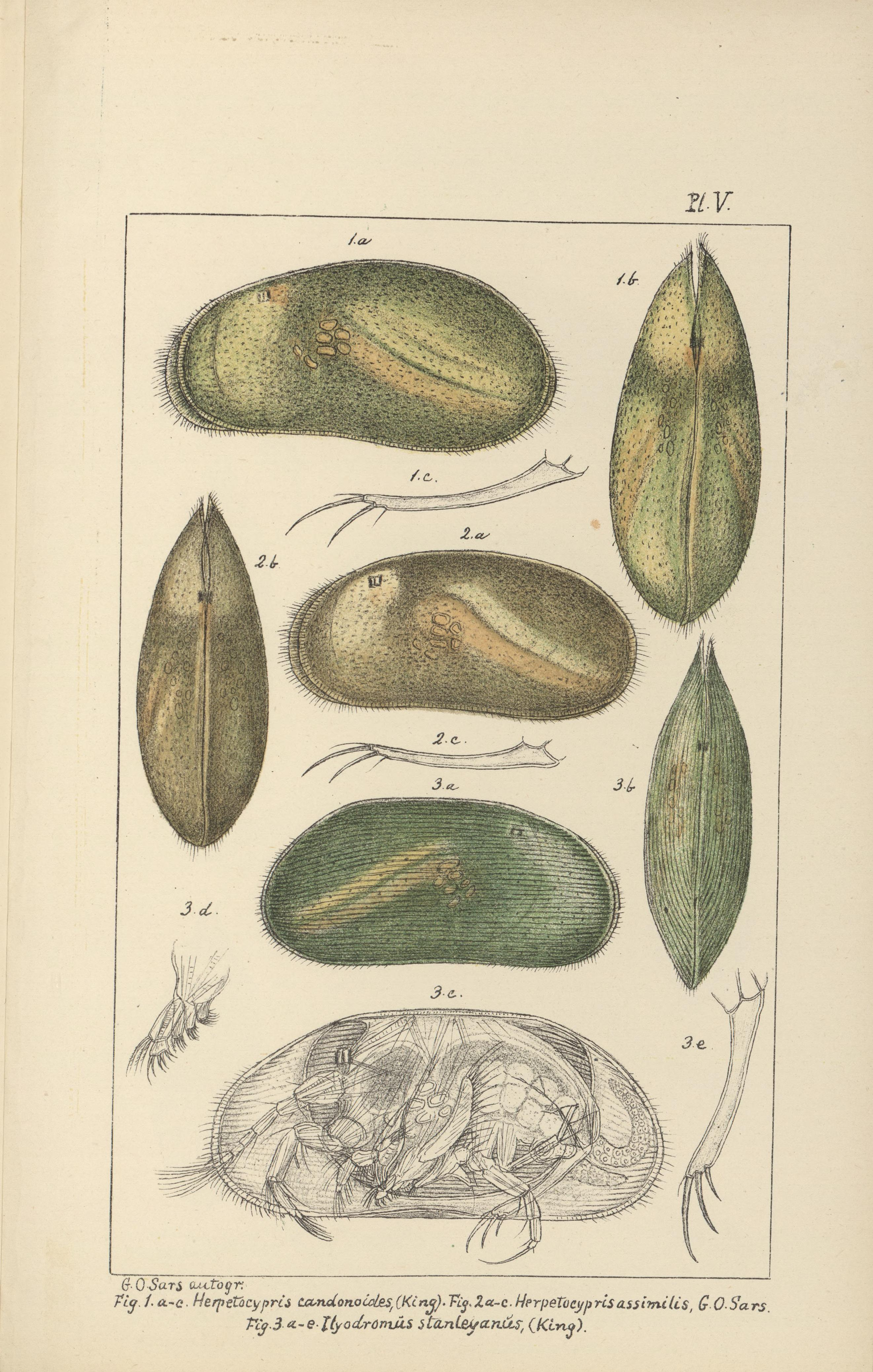
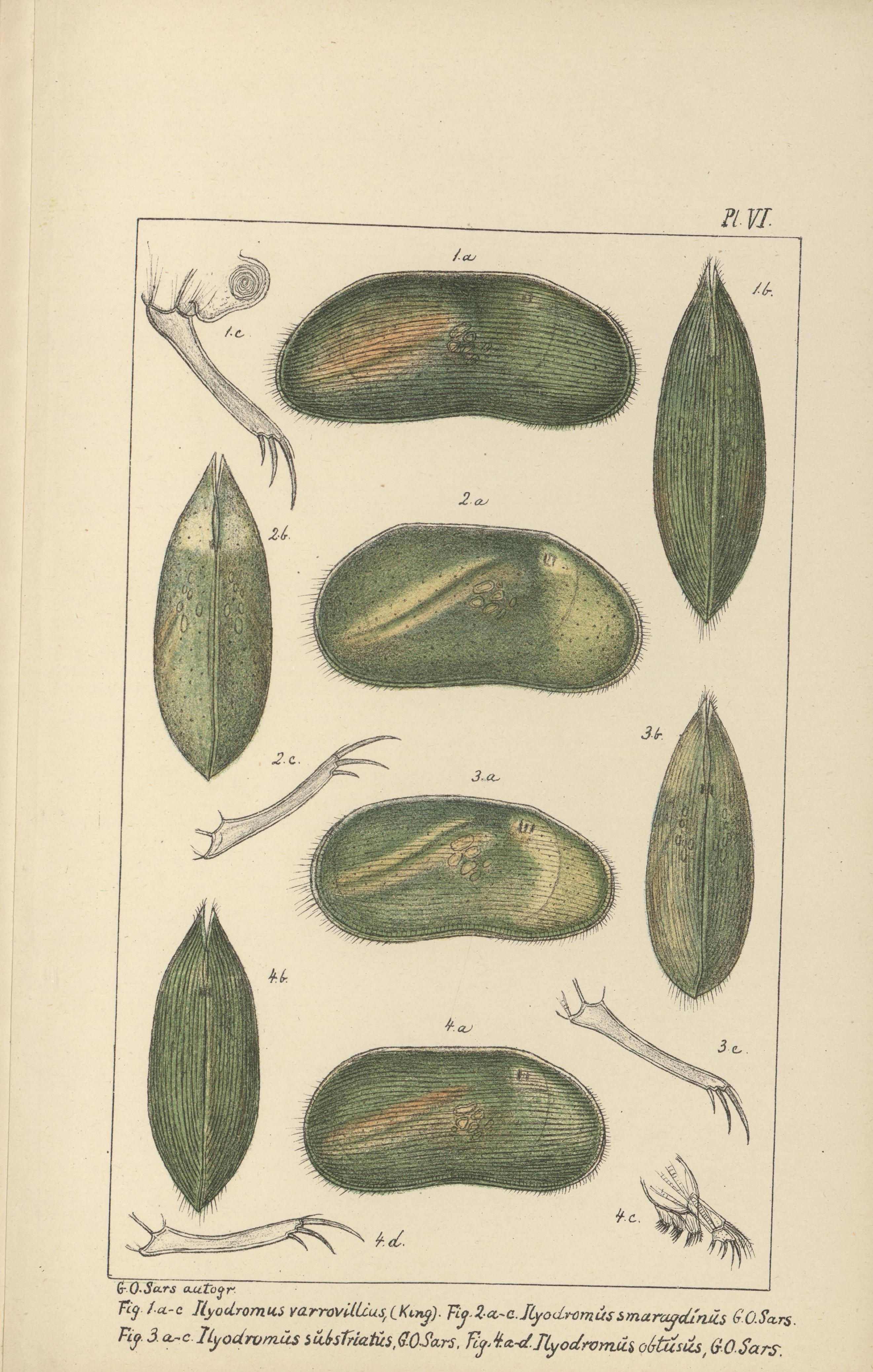
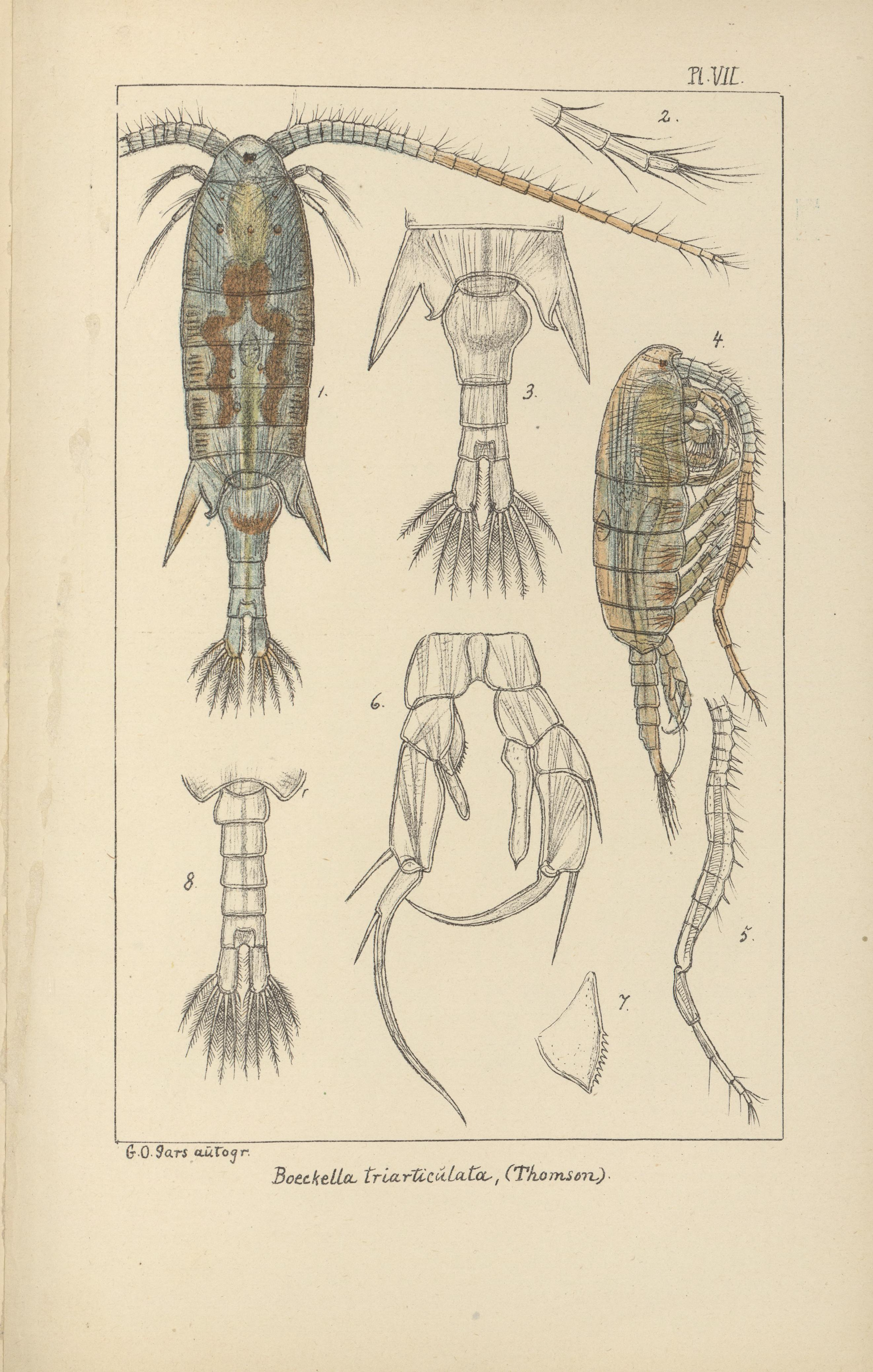

Sarsovy ilustrace z knihy Contributions to the knowledge of the fresh-water Entomostraca of New Zealand